# Marie Canyon
Marie Canyon är en kanjon i Kanada.   Den ligger i provinsen British Columbia, i den sydvästra delen av landet, 3 600 km väster om huvudstaden Ottawa. Marie Canyon ligger 161 meter över havet.
Terrängen runt Marie Canyon är huvudsakligen kuperad, men västerut är den bergig. Närmaste större samhälle är Duncan, 14,6 km öster om Marie Canyon.
I omgivningarna runt Marie Canyon växer i huvudsak blandskog. Runt Marie Canyon är det ganska glesbefolkat, med 32 invånare per kvadratkilometer.